# Hodeng-Hodenger
Hodeng-Hodenger är en kommun i departementet Seine-Maritime i regionen Normandie i norra Frankrike. Kommunen ligger i kantonen Argueil som tillhör arrondissementet Dieppe. År 2022 hade Hodeng-Hodenger 281 invånare.

## Befolkningsutveckling
Antalet invånare i kommunen Hodeng-Hodenger
| Referens: INSEE |